# Chrystèle Lerisse
 (septembre 2021).
Si vous disposez d'ouvrages ou d'articles de référence ou si vous connaissez des sites web de qualité traitant du thème abordé ici, merci de compléter l'article en donnant les références utiles à sa vérifiabilité et en les liant à la section « Notes et références ».
Chrystèle Lerisse, née le 25 février 1960 Le Mans, est une artiste photographe française.

## Biographie
Chrystèle Lerisse est une artiste photographe qui travaille en argentique, noir et blanc et en petit format.
Elle photographie pour la première fois en 1966. En 1968, elle découvre les mystères du laboratoire photographique argentique.
Elle fait son apprentissage en photographie avec Gilles Kervella. Elle devient assistante photographe aux Beaux-Arts de Tours en 1978.
À partir de 1985, elle développe son travail esthétique où les utilisations de l'argentique et du noir et blanc sont immuables. 
Elle reçoit le prix de la Fondation Angénieux en 1990.
La lumière est la grammaire de sa pratique réfléchie de photographe. Tant par le format qui impose un questionnement sur la signification classique du cadrage, que par son traitement du noir et blanc, Chrystèle Lerisse nous oblige à dépasser toute lecture conformiste ou convenue du regard et de la réalité photographique. L'édition, également, est une constante chez cette artiste. Le livre fait partie de sa culture et de son dispositif créatif. Il est indissociable de son œuvre depuis 1985.

### Commentaire
Philippe Piguet écrit dans le mensuel L'Œil de mars 2001 : 

« Quelque chose dans l'œuvre de Chrystèle Lerisse déroute et fascine à la fois. Un peu comme lorsqu'on se retrouve pour la première fois devant un tableau de Mondrian et que l'on ne sait plus si telle attitude vise à faire table rase du médium mis en jeu, ou en atteint au contraire la quintessence. »

## Publications
- À-propos, photographies 2015-2018, texte de Jérôme Felin, Artzo Editions, Saint Gilles les Forêts, 2019  (ISBN 978-2-9567060-0-7)
- Dialogues, photographies 2007-2011, Artboretum Éditeur/Artzo, 2017  (ISBN 978-2-9555660-1-5)
- Avec Geneviève Breerette, Mission Lerisse. Le tour de France des vaches, Argenton-sur-Creuse, Artboretum Éditeur, 2015  (ISBN 978-2-9534458-8-6)
- Transcender l'absence, texte de Jérôme Felin, Paris, éditions Trans Photographic Press, 2011  (ISBN 978-2-913176-782)
- Urbanus, texte de Paul Chemetov, Paris, éditions Trans Photographic Press, 2010  (ISBN 978-2-913176-68-3)
- Domus, texte de Jacques Victor Giraud, Paris, Baudoin Lebon éditeur, 2007  (ISBN 2-87688-057-1)
- De grâce, ce pas dans l'absence en quoi tout demeure, texte de Jean Paul Chavent, Baudoin Lebon éditeur, 2005  (ISBN 2-87688-050-4)
- Chrystèle Lerisse, texte de Jacques Victor Giraud, Argenton-sur-Creuse, éditions Artboretum, 2003
- Pas plus qu'aujourd'hui la terre n'était certaine, absente du jour à la nuit dérobée, Limoges, éditions Artothèque du Limousin, 2003 (OCLC 938334056)
- Intérieur(s), texte de Guillaume Deslandres, Paris, Baudoin Lebon éditeur, 2001  (ISBN 2-87688-033-4)
- Chrystèle Lerisse, photographies 1995-1998, texte de Marc Vaudey, Bièvres, musée français de la photographie, 1999  (ISBN 2-9513659-0-X)
- Surimpressions photographies, texte de Eric Meunié, Grâne, éditions Créaphis, 1998  (ISBN 2-907-150-73-1)
- Décembre 1997, Orléans, éditions Drac Centre, 1997  (ISBN 2-912798-00-0)
- Indices, texte de Xavier Person, Paris, éditions Créaphis, 1996  (ISBN 2-907-150-73-1)
- Lumières mouvantes, texte de Marc Vaudey, Sallaumines, éditions MAC, 1993 (OCLC 948713857)
- Abrasion, Chrystèle Lerisse, texte de Bernard Weber, Pourcy, éditions du Parc, 1992
- Photographies Coplans/Lerisse, texte de Jean-Luc Terradillos, Châtellerault, éditions Cardinaux, 1991
- Du temps mort, six photographies de Chrystèle Lerisse , texte de Eric Meunié, Paris, éditions Créaphis, 1990  (ISBN 2-907150-19-7)
- Douar Maen, texte de Brigitte Legars, Paris, éditions Créaphis, 1986

### Ouvrages collectifs
- Les pieds des photographes — Neuf photographes en Nouvelle Aquitaine, ouvrage collectif sous la direction d'Anne-Cécile Guilbard, avec des photographies d'Eva Avril, Jean-Luc Chapin, Marc Deneyer, Gabrielle Duplantier, Thierry Girard, Chrystèle Lerisse, Laurent Millet, Claude Nori et Claude Pauquet, Le Temps qu'il fait, Cognac •  (ISBN 978-2-86853-699-0)
- Un pour cent artistique cent pour cent architecture, éditions université de Reims, 2017  (ISBN 978-2-9540282-5-5)
- 10...ans de photographie, éditions HorsChamp, 2017
- Mois de la photo à Paris 2012, éditions Actes Sud, 2012  (ISBN 9-782330-010157)
- R.U., Valophis renouvelle ses quartiers, Paris, éditions Trans Photographic Press, 2011  (ISBN 979-1-09-037101-9)
- Antoine de Baecque, Le Bestiaire imaginaire, Paris, éditions Skira/Flammarion, 2010  (ISBN 978-2-0812-4435-1)
- Paul Chemetov, Paul Ardenne, La Collection Choisy, dix ans de photographie contemporaine, Paris, éditions Archibooks, 2007  (ISBN 978-2-9156-3967-4)
- L'Œil en Seyne , Toulon, édition communauté Toulon Provence Côte d'Azur, 2005  (ISBN 2-912282-85-3)
- Histoires Naturelles, Paris-éditions Museum national d'histoire naturelle, 2003  (ISBN 2-85653-281-0)
- Femmes.Femmes, Aix-en-Provence, éditions Actes Sud, 2002  (ISBN 2-7427-3912-2)
- Sense of space, Gronigen, édition Shiting Aurora Borealis, 2001  (ISBN 90-76703-11-6)
- Saison française de la Photographie, Gronigen, édition Shiting Aurora Borealis  (ISBN 90-76703-12-4)
- Un demi-siècle d'art contemporain à Reims, Reims, éditions Société des Amis des Arts et des Musées de Reims, 1995, ISBN non connu
- Paysage des uns paysage des autres, Lorient, édition Rencontres photographiques, 1995
- Collections fin XXe, Angoulême, éditions Frac Poitou-Charentes, 1995
- Jean-Claude Lemagny, L'Ombre, la matière, la fiction, Paris, éditions Nathan, 1994  (ISBN 2-7177-1926-1)
- Le Mouvement décomposé, Langres/Beaune, éditions des musées de Langres et de Beaunes, 1992
- Mai de la photo, Reims, éditions ville de Reims, 1992
- Acquisitions, Orléans, éditions Frac Centre, 1989
- L'Art et la nature, Poitiers, éditions du Confort moderne, 1988
- Jeune photographie, Toulouse, éditions du Château d'eau, 1987

## Collections publiques
- Artboretum lieu d'art contemporain, Argenton-sur-Creuse, 2008
- Artothèque d'Angers, 2003, 2008
- Artothèque du Limousin, Limoges, 2000, 2002, 2006, 2011, 2014, 2016
- Musée français de la photographie, Bièvres, 1999
- Musée de l'Ardenne, Charleville-Mézières, 1996
- Galerie Le Lieu, Lorient, 1995
- Fonds régional d'art contemporain Poitou-Charentes, Angoulême, 1991
- Moderna Museet, Stockholm, 1990
- Galerie du Château d'Eau, Toulouse, 1987, 1989
- Fonds national d'art contemporain, Paris-La Défense, 1989, 2000, 2006
- Fonds régional d'art contemporain Centre, Orléans, 1988
- Bibliothèque nationale de France, Paris, 1984, 1987, 1993